# Ambassade d'Algérie au Qatar
L'ambassade d'Algérie au Qatar est la représentation diplomatique de l'Algérie au Qatar, qui se trouve à Doha, la capitale du pays.

## Ambassadeurs d'Algérie en Irak
- Mostafa Bentoura : depuis 2019